# Convocation Hall

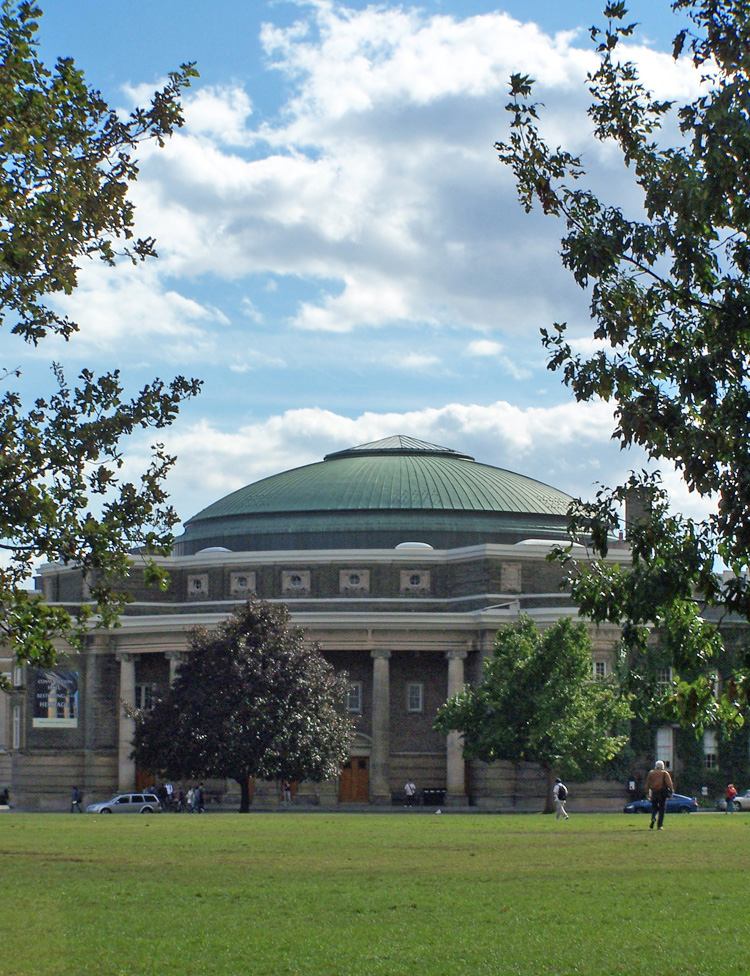
Le Convocation Hall

Le Convocation Hall est une immense rotonde accueillant le plus grand amphithéâtre de l'Université de Toronto. Conçu par Pearson et Darling et achevé en 1907, il a été inspiré par le grand amphithéâtre de la Sorbonne et le Sheldonian Theatre d'Oxford. Le bâtiment servait historiquement à accueillir les nouveaux étudiants et aux cérémonies tout au long de l’année ; aujourd'hui, il compte 1 731 sièges et accueillent de nombreux cours.

## Historique
Construit grâce aux fonds versés par les diplômés et amis de l'université (University of Toronto Alumni Association) et une subvention du gouvernement de l'Ontario, le premier amphithéâtre a été détruit dans un incendie en 1890 à un autre endroit. Il est alors apparu nécessaire de doter l'université de Toronto d'un auditorium considérablement plus grand que le premier pour les manifestations d'importance. La première pierre fut posée en 1904 et la construction a été achevée trois ans plus tard. Le bâtiment a célébré son centenaire en 2007.
Au fil des années, il y a eu d'importantes rénovations et modifications faites à l'édifice. Il s'agit notamment de :
- 1912 - Installation d'un grand orgue dans le hall
- 1947 - Aménagement de salles d'examen
- 1997 - Climatisation dans le bâtiment
- 2006 - Restauration et rénovation du bâtiment et de l’orgue

## Architecture

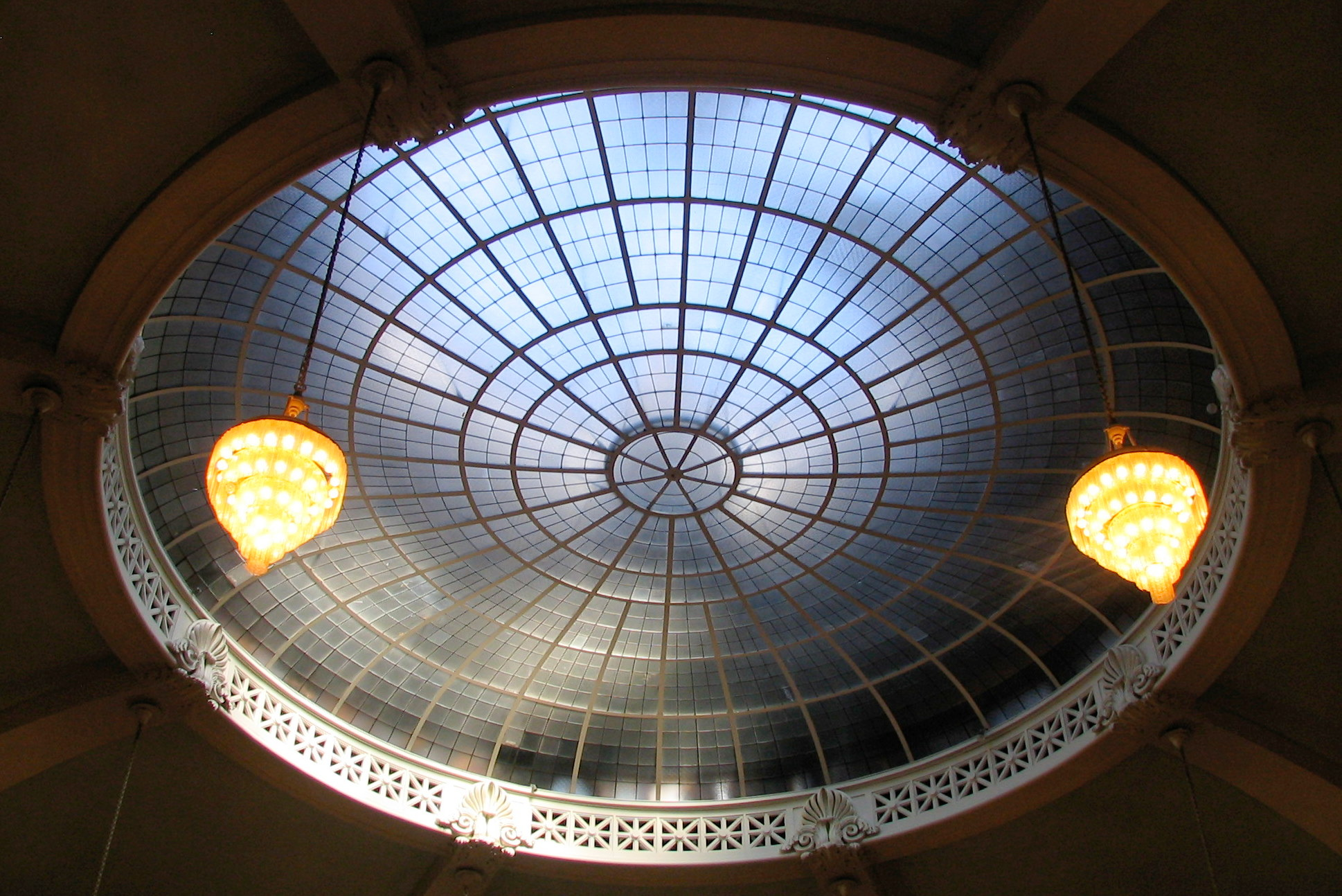
La coupole du dôme

Le Convocation Hall est une structure ayant une importance historique et architecturale. Il a été construit pendant une période de changements technologiques, industriels et culturels au Canada. Ce fut aussi une époque de changement architectural. L'architecte Frank Darling a été influencé par le renouveau de l'architecture néoclassique du milieu du XVIIIe siècle et la renaissance grecque du XIXe siècle. Dans le cas du Convocation Hall, on retrouve des éléments d'inspiration grecque et romaine tels que les colonnes, la symétrie ou le toit en forme de dôme.